# Leopold Simony
Leopold Simony (* 8. Oktober 1859 in Wien; † 16. Juli 1929 in Payerbach, Niederösterreich) war ein österreichischer Architekt. Er gilt als Pionier des sozialen Wohnungsbaus.

## Leben

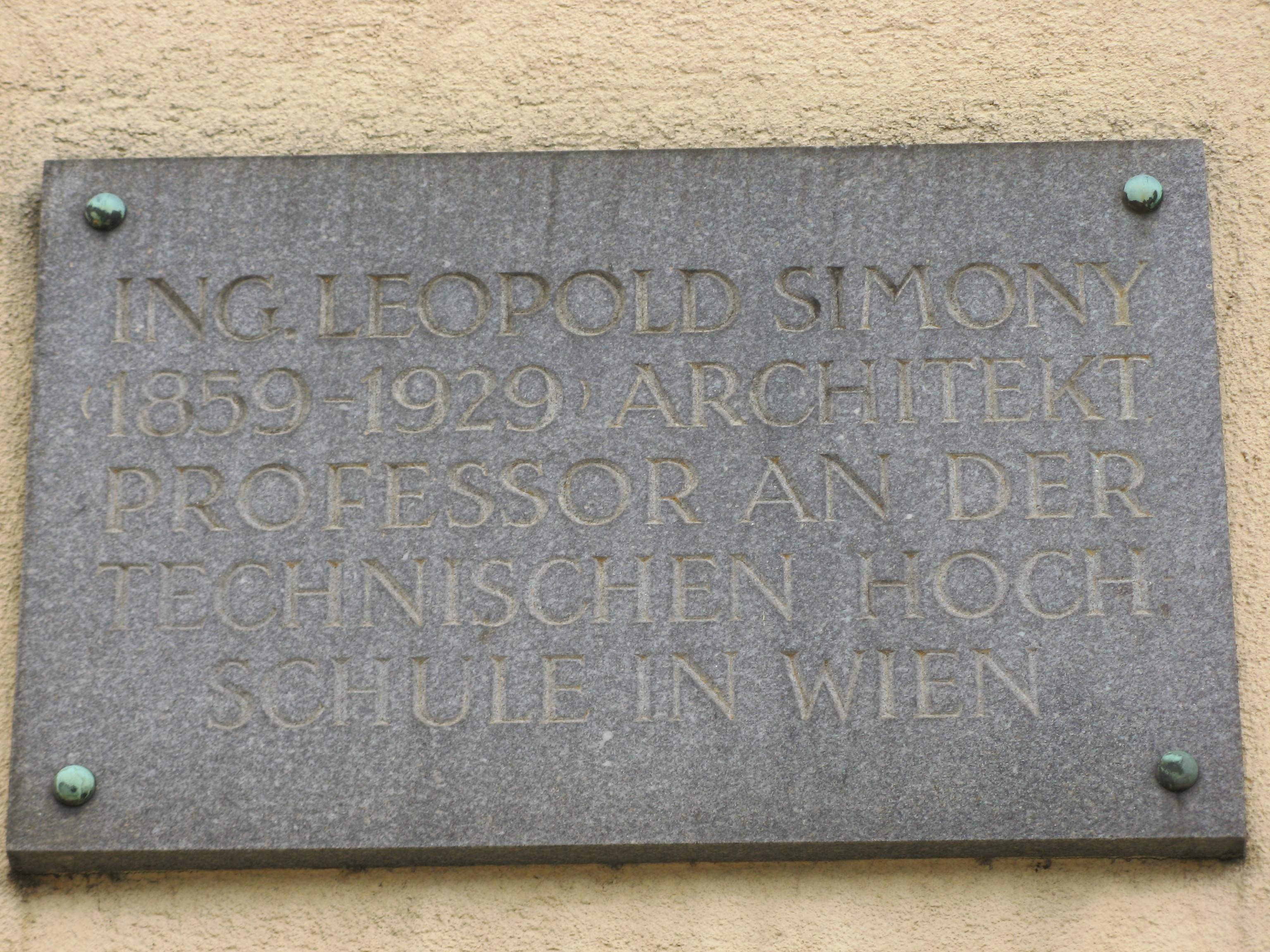
Gedenktafel im Simonyhof

Leopold Simony entstammte einer gutbürgerlichen Wiener Familie. Er war der Sohn des Apothekers Leopold Josef Simony und dessen Frau Aloisia Anna Daum. Sein Bruder Stephan Simony sen. (1860–1950) war Maler, dessen Sohn Stephan Simony jun. ebenfalls Architekt. Nach dem Besuch des akademischen Gymnasiums studierte Simony 1877 bis 1883 an der Technischen Hochschule Wien bei Karl König und Heinrich Ferstel.
Danach begann er eine Praxis bei Gruber & Völker, wo er sich besonders mit dem Brauereiwesen beschäftigte. Ab 1889 arbeitete Simony selbständig, wenn auch bis um 1904 in Arbeitsgemeinschaft mit Theodor Bach. Simony war auf Industriebauten spezialisiert, die er in Galizien und am Balkan errichtete. Dabei entstanden oft auch gleichzeitig Arbeitersiedlungen. 1896 wurde er Dozent an der Akademie für Brauindustrie.
Er wurde immer mehr zum Fachmann für sozialen Wohnbau und setzte sich zunehmend für einen genossenschaftlichen Wohnungsbau ein. Ab 1900 war er Geschäftsführer der Gemeinnützigen Baugesellschaft für Arbeiterwohnhäuser. Von 1907 bis zu seinem Tode wirkte Simony als Professor für Utilitätsbau an der Technischen Hochschule Wien. In den letzten Jahren der Monarchie erbaute Simony tausende soziale Arbeiterwohnungen, nach dem Ersten Weltkrieg konnte er auf Grund der schlechten wirtschaftlichen Lage nur mehr wenige Projekte im Rahmen des sozialen Wohnbauprogramms des Roten Wien verwirklichen. Er wurde am Hernalser Friedhof bestattet.
Nach Leopold Simony wurde der Simonyhof in Wien-Meidling benannt.

## Bedeutung
Leopold Simony war zunächst auf den Industriebau spezialisiert, auf dem Wege der bei den Fabriken errichteten Arbeiterwohnungen wurde er zum Pionier des sozialen Wohnbaus in Österreich. Auf Grund seiner langjährigen Beschäftigung mit dem Thema galt er als Fachmann auf diesem Gebiet.
Um die Jahrhundertwende errichtete er die Volkswohnungen der Kaiserjubiläums-Stiftung in Wien-Ottakring, die in ihren riesigen Dimensionen und in ihrer Baustruktur mit Blockrandverbauung um Höfe und Gemeinschaftseinrichtungen für den späteren sozialen Wohnbau der Zwischenkriegszeit im Auftrag der Wiener Sozialdemokratie prägend wurde. Lediglich die äußere Erscheinung orientierte sich noch nach einem eher traditionellen Heimatstil. Für die Gemeinnützige Wohnbaugesellschaft errichtete er so mehr als 2000 Wohnungen. Simony interessierte stets die Organisationsstruktur seiner Bauten und weniger für formale Probleme. Simony gilt als einer der geistigen Väter des Wiener Wohnbauprogramms der Zwischenkriegszeit.
Er hatte auch großen Einfluss auf die in jener Zeit wirkende Architektengeneration.

## Werke
- Brauerei Reininghaus bei Graz

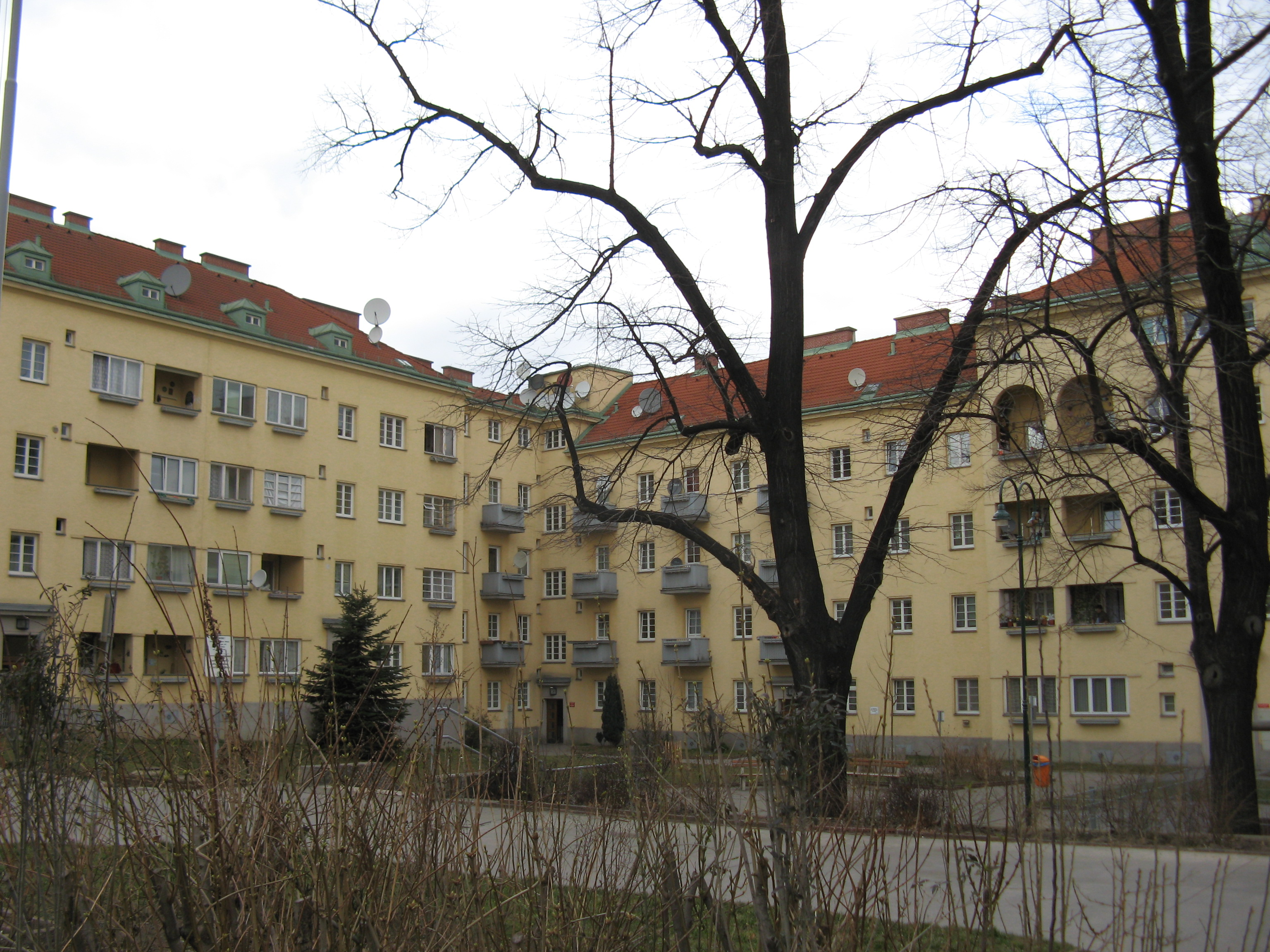
Simonyhof

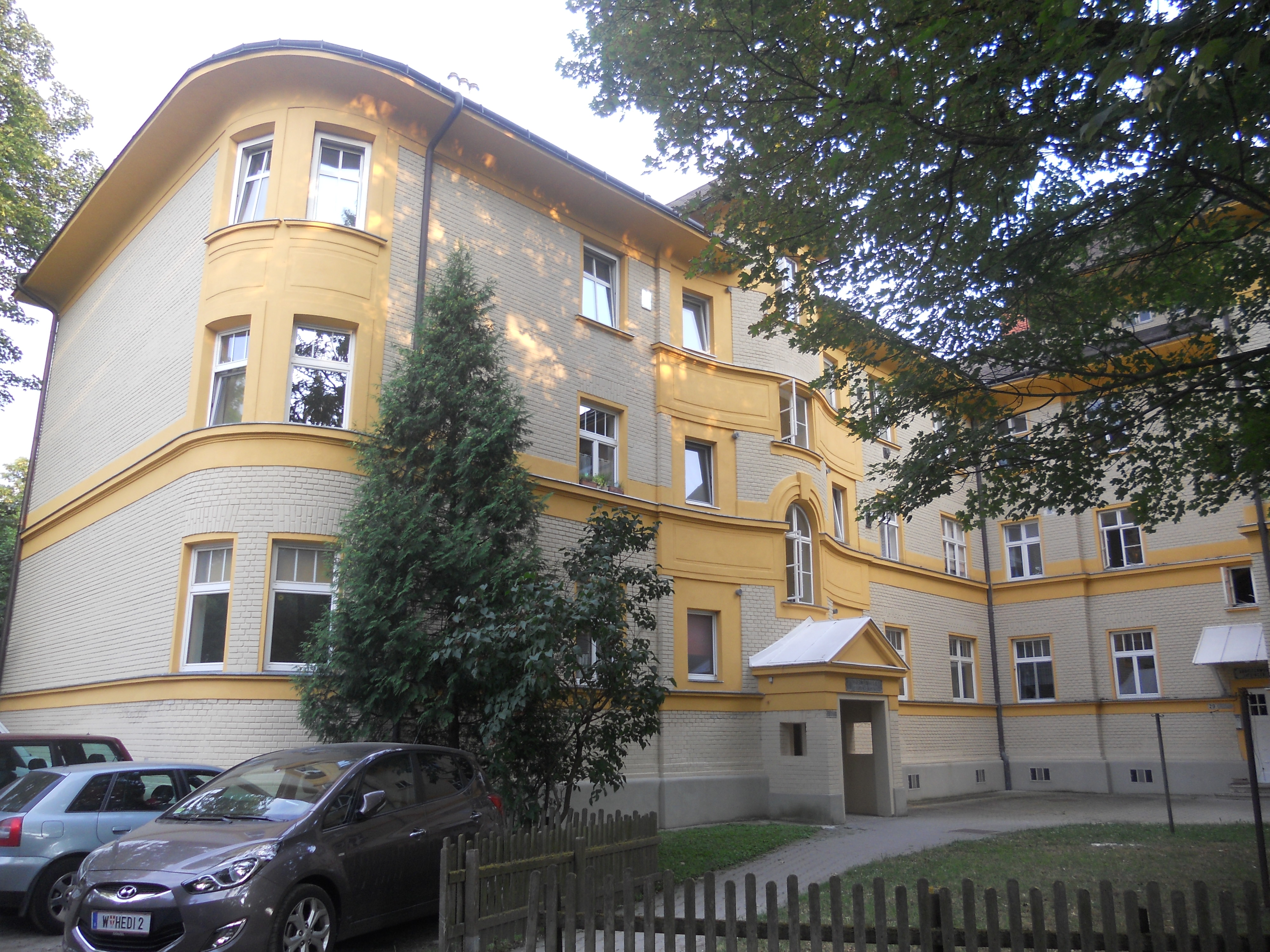
Eines der Arbeiterwohnhäuser der Liesinger Brauerei

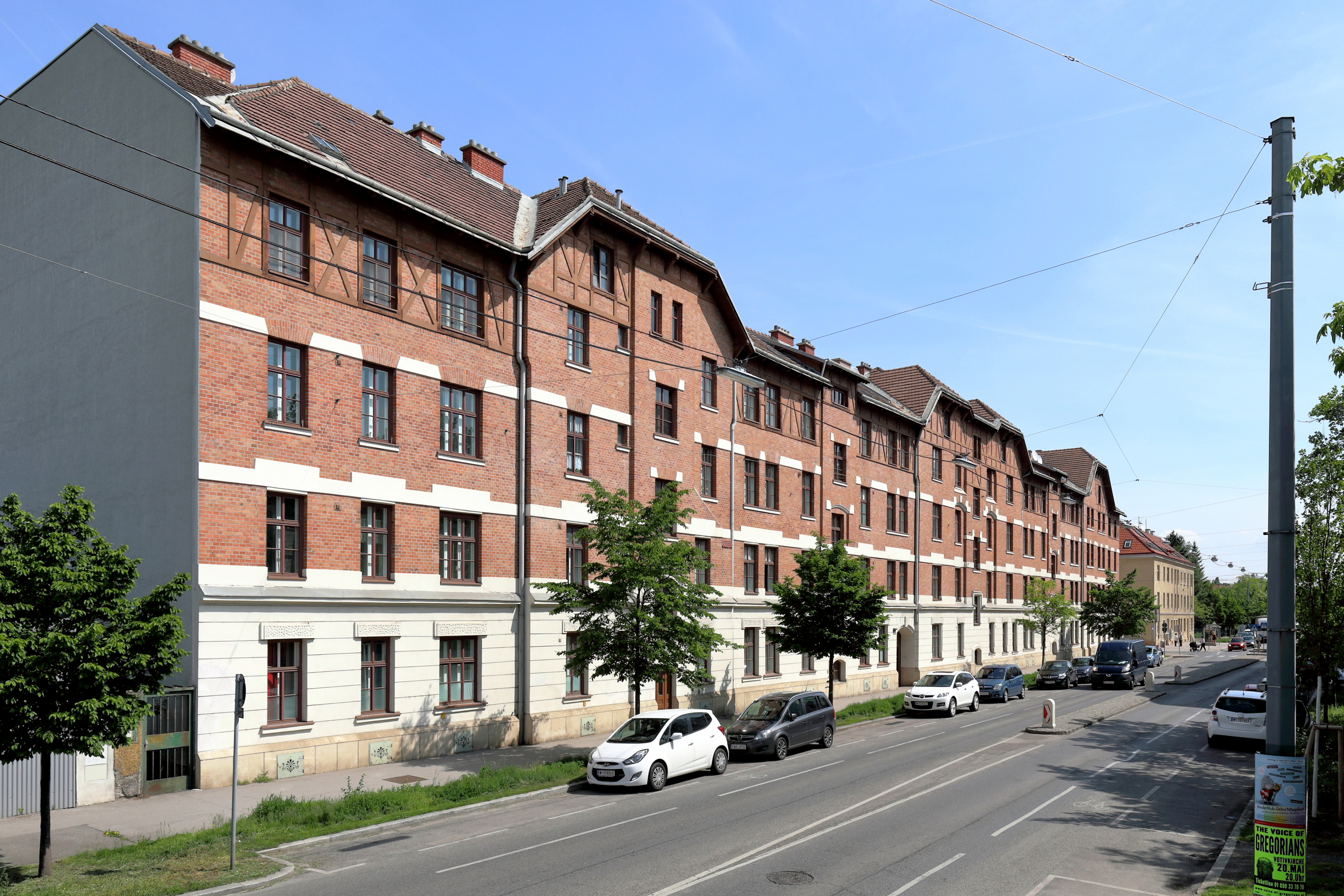
Arbeiter-Wohnhausanlage der NÖ-Unfallversicherung, Wien 21

- Fabrikanlage Weiser in Sassiw, Galizien
- Industrieanlage, Chrudim, Böhmen (um 1890)
- Villa Wenzel, Hadersdorf (1895); gemeinsam mit Theodor Bach
- Miethaus Katharinenhof, Wien 21 (1896)
- Volkswohnungen der Kaiser-Franz-Josef-Jubiläums-Stiftung “Lobmeyrhof”, Wernhardtstraße 1–15, Wien 16 (1898–1901) gemeinsam mit Theodor Bach
- Brauerei Götz, Okocim, Galizien (um 1900)
- Miethaus Zum Heiducken, Spiegelgasse 19, Wien 1 (1901); gemeinsam mit Theodor Bach
- Arbeiterwohnhäuser der Eisengießerei Sonnenschein, Marchegg (1901)
- Arbeiterwohnhäuser der Brauerei Liesing (1902–1914)
- Beamtenwohnhäuser der Brauerei Götz, Okocim (1902)
- Geschäftshaus der Brandschadenversicherung, Luegerplatz 5, Wien 1 (1902–1903)
- Verlags- und Druckereigebäude, ehemals Fa. Reisser, Arbeitergasse 1–7, Wien 5 (1903–1904)
- Arbeiterwohnhäuser der NÖ-Unfallversicherung, Leopoldauerstraße 79–81, Wien 21 (1900–1907); gemeinsam mit Theodor Bach
- Arbeiterwohnhäuser Engerthstraße 41–55 (Engerthhof), Wien 20 (1905)
- Druckereigebäude Rohrer, Brünn (1905)
- Arbeiterhäuser der Glasbläserei Schultes, Vösendorf (1906–1907)
- Arbeiterwohnhausanlage, Wiener Neustadt (1906)
- Wohnhaus Laxenburgerhof, Wien 10 (1906)
- Arbeiterwohnhausanlage Erzherzog-Karl-Straße 148, Wien 22 (1907)
- Arbeiterwohnhäuser der Brauerei Götz, Okocim (1908–1910)
- Arbeiterhaus der Hutfabrik Fränkel, Ebreichsdorf (1910)
- Arbeiterhäuser der Schuhfabrik Popper, Chrudim, Böhmen (1912)
- Kleinwohnungsanlage Inzersdorfer Straße 81–83, Wien 10 (1913)
- Beamten- und Arbeiterhäuser der Wiener Molkerei, Wien 2 (1914)
- Kriegerdenkmal in Payerbach (1922)
- Wohnhausanlage Simonyhof, Wien 12 (1927–1928)
- Wohnhausanlage Angeligasse 78–80, Wien 10 (1929–1930)

## Schriften
- Bemerkungen zu dem Entwurfe für einen Generalregulierungsplan über das gesamte Baugebiet von Wien. Wien 1893
- Kleinwohnungsbauten. Wien 1918